# Data Center Group
Die Data Center Group (auch: DC-Datacenter-Group GmbH) ist ein Unternehmen, das im Bereich Rechenzentren und IT-Infrastrukturen tätig ist. Das Unternehmen entwickelt, produziert, plant und vertreibt Rechenzentren und Hochsicherheitsprodukte zum Schutz von IT-Infrastrukturen. Der Sitz der Data Center Group befindet sich im rheinland-pfälzischen Wallmenroth.

## Geschichte
Das Unternehmen wurde 2005 als ProRZ Rechenzentrumsbau GmbH (Eigenschreibweise: proRZ Rechenzentrumsbau GmbH) für den Bau von Rechenzentren und die Konstruktion von sicherer IT-Infrastruktur in Betzdorf unter anderem von Ralf Siefen gegründet. 2006 erfolgte die Gründung der Schwesterunternehmen SecuRisk GmbH, Wallmenroth sowie der RZ Services GmbH, Wallmenroth. Im selben Jahr verlegte ProRZ Rechenzentrumsbau seinen Unternehmenssitz nach Kirchen (Sieg).
Im September des Jahres 2008 wurde die RZ-Products GmbH (ab Februar 2023: DC-Products GmbH) mit Sitz in Kirchen (Sieg) gegründet. Im November erfolgte die Gründung der ProRZ-Group GmbH (Eigenschreibweise: proRZ-Group GmbH) als Gesellschafterin der ProRZ Rechenzentrumsbau, RZ Services, RZ-Products und der SecuRisk GmbH mit Sitz in Betzdorf. 2010 gründete das Unternehmen die ProRZ Rechenzentrumsbau Austria GmbH, Hallein.
Im Januar des Jahres 2013 wurde die ProRZ Group zur DC-Datacenter-Group GmbH umfirmiert. Im selben Jahr stellte die ProRZ Rechenzentrumsbau ein neues Energiemanagementsystem vor, das den Energieverbrauch von Rechenzentren aufzeigt. Ebenso erfolgte die Gründung der ProRZ Schweiz GmbH im schweizerischen Kanton Zug.
Ende des Jahres 2014 bezog die Data Center Group auf dem ehemaligen Gelände der Lampertz GmbH in Wallmenroth ein neues Verwaltungs- und Kompetenzzentrum für die Bereiche Beratung, Planung, Realisierung, Service und Produktentwicklung. Zum 1. Januar 2017 verschmolzen die ProRZ Rechenzentrumsbau, RZ Services GmbH, SecuRisk GmbH und RZ-IngCon auf die DC-Datacenter-Group GmbH. Die RZ-Products wurde zunächst für den internationalen Vertrieb als eigenständiges Tochterunternehmen im Bereich Hochsicherheitsbautechnik weitergeführt. Am 6. Februar 2024 verschmolz diese ebenfalls in die DC-Datacenter-Group GmbH. Durch die Verschmelzung bündelte die Data Center Group ihre Geschäftsbereiche für sichere IT-Infrastrukturen (Beratung, Planung, bauliche Umsetzung, Hochsicherheitsprodukte, Service sowie Betrieb von Rechenzentren) unter einem Namen.
2020 wurde die MVV Enamic GmbH, Mannheim (hundertprozentige Tochtergesellschaft der MVV Energie AG, Mannheim) Mitgesellschafterin des Unternehmens. Im November desselben Jahres begann die Data Center Group in Kooperation mit der Netze Duisburg GmbH mit dem Bau eines weiteren Großprojektes. 2021 verkaufte Ralf Siefen seine Gesellschafteranteile vollständig an die MVV Enamic.

## Unternehmensstruktur
Das Unternehmen ist eine hundertprozentige Tochtergesellschaft der MVV Enamic GmbH, Mannheim. Die Data Center Group unterhält eine voll konsolidierte Tochtergesellschaft, die DC-Products GmbH, Wallmenroth (Tochtergesellschaft, zum 30. September 2021 100 Prozent). Der Umsatz der Data Center Group betrug im Geschäftsjahr 2020/2021 rund 111,5 Mio. Euro. Im gleichen Zeitraum waren 156 Mitarbeiter für das Unternehmen tätig. Die Geschäftsführer sind Ralf Siefen (operativer Geschäftsführer und Vorsitz der Geschäftsführung), Philipp Riemen (Geschäftsführer der Bereiche Personal und Finanzen) sowie Markus Böhmer (Geschäftsführer Technik). Neben dem Hauptsitz im Westerwald unterhält die Data Center Group eine weitere Niederlassung in Berlin sowie Büros in Frankfurt und München.

## Dienstleistungen
Die Geschäftstätigkeit der Data Center Group unterteilt sich in sechs Geschäftsbereiche: Beratung („Consulting“), Planung („Engineering“), bauliche Umsetzung („Construction“ und „Products“), Service („Services“) und der Betrieb von Hochleistungsrechenzentren („Solutions“). Die Dienstleistungen der Data Center Group reichen von der Beratung und Planung über die bauliche Umsetzung bis zum Betrieb von Hochsicherheitsrechenzentren sowie Rechenzentren-Infrastrukturen. Das Unternehmen ist im Bereich Edge Computing, Colocation und Enterprise Data Centers tätig. Die Data Center Group baut und vertreibt Produkte, die IT-Infrastrukturen vor physikalischen Gefahren wie Feuer, Wasser oder Fremdzugriffen schützen, etwa ein feuerbeständiges Micro Data Center („DC IT Safe“) sowie vorgefertigte Outdoor-Containerrechenzentren („DC IT Container“, ein mobiles Plug-and-Play-Rechenzentrum). Zusätzlich konstruiert das Unternehmen modulare Hochsicherheitsräume („DC IT Room“), die innerhalb von Gebäuden installiert werden und mit einer Abschirmung zum Schutz vor beispielsweise Spionage ausgestattet werden können („DC IT Shielding“). Weitere Produktbereiche des Unternehmens umfassen Datensafes zum Schutz von Datenträgern („DC IT Data Safes“) sowie das von der Data Center Group entwickelte Monitoring-System („DC IT Monitoring“), das den Rechenzentrumsbetrieb mittels eines Datensammlers („DC IT Monitoring Agent“) dauerhaft überwacht und analysiert.

## Projekte (Auswahl)
Die Data Center Group war an dem Bau der 2018 in Betrieb genommenen Rechenzentren in Windparks (Westfalenwind IT GmbH & Co. KG, Paderborn) beteiligt. Außerdem baute das Unternehmen die 2020 in Betrieb genommenen Hochverfügbarkeits-Rechenzentren der Main DC in Offenbach, als Joint Venture mit der EVO (Energieversorgung Offenbach) und der Vantage Data Centers (ehemals: Etix Everywhere), einem Betreiber von Rechenzentren. 2021 nahm die Data Center Group ein IT-Großcontainer-basiertes Rechenzentrum nach erfolgter Lieferung und Installation in einem Unternehmen in Ghana, Afrika in Betrieb. Im Herbst des Jahres 2022 begann das Unternehmen mit dem Bau „Green Data Center“ im Heidelberg Innovation Park. Das Rechenzentrum wird nach der Fertigstellung von der Unternehmensgruppe betrieben. Stand 2023 beteiligt sich die Data Center Group außerdem als Generalunternehmer am Bau des neuen Rechenzentrums auf dem Campus der Johannes Gutenberg-Universität Mainz. Des Weiteren ist das Unternehmen Generalunternehmer des im Bau befindlichen Rechenzentrums für die Stadtwerke Ulm/Neu-Ulm im Ulmer Science Park III.

## Nachhaltigkeit
Das Angebot der Data Center Group umfasst die Möglichkeit, einen Teil der benötigten Energie für die Rechenzentren des Unternehmens aus Photovoltaik zu beziehen. Zudem entwickelt das Unternehmen im Rahmen eines Projektteams Schnittstellen, um die in Rechenzentren entstehende Abwärme nutzbar zu machen. Ebenso verwendet die Data Center Group recycelte Baustoffe.

## Auszeichnungen (Auswahl)
- IT-Awards 2016 und 2017: 1. Platz in der Kategorie „RZ-Planer & Auditoren“[48][49]
- IT-Awards 2018: je 1. Platz in den Kategorien „Datacenter – ready to work“ und „RZ-Planer & Auditoren“[27]
- IT-Awards 2020 und 2021: Silber in der Kategorie „Pre-Built-Datacenter“[50][51]

## Verbände und Mitgliedschaften (Auswahl)
Die Data Center Group ist unter anderem Mitglied in folgenden Verbänden (Stand 2023):
- German Datacenter Association (GDA), Frankfurt am Main[52]
- Eco – Verband der Internetwirtschaft e. V., Köln[53]
- Verband Deutscher Maschinen- und Anlagenbau e. V. (VDMA), Frankfurt am Main (eingetragenes Mitglied ist die DC-Products)[54]
- European Security Systems Association e. V. (ESSA), Frankfurt am Main (DC-Products)[55]
- Bitkom e. V., Berlin (DC-Products)[56]

## Forschungskooperationen
Die Data Center Group wirkt an dem vom Umweltbundesamt durchgeführten Projekt „Public Energy Efficiency Register of Data Centres“ (PeerDC), ein Register für die Bewertung von Energieeffizienz und Nachhaltigkeit in Rechenzentren, mit. Des Weiteren entwickelt das Unternehmen neben anderen Gesellschaften im Rahmen des Projektes „Bytes 2 Heat“ Lösungsansätze, die den Betrieb bestehender und neuer Rechenzentren möglichst energiesparend gestalten sollen. Fördermittelgeber des Projektes ist das Bundesministerium für Wirtschaft und Klimaschutz. Im Rahmen von „Meru“ wirkt die Data Center Group neben anderen Beteiligten, wie etwa dem Öko-Institut, an der vom Bundesministerium für Bildung und Forschung geförderten Forschung zur Vermeidung von Rebound-Effekten mit.